# Landratsamt

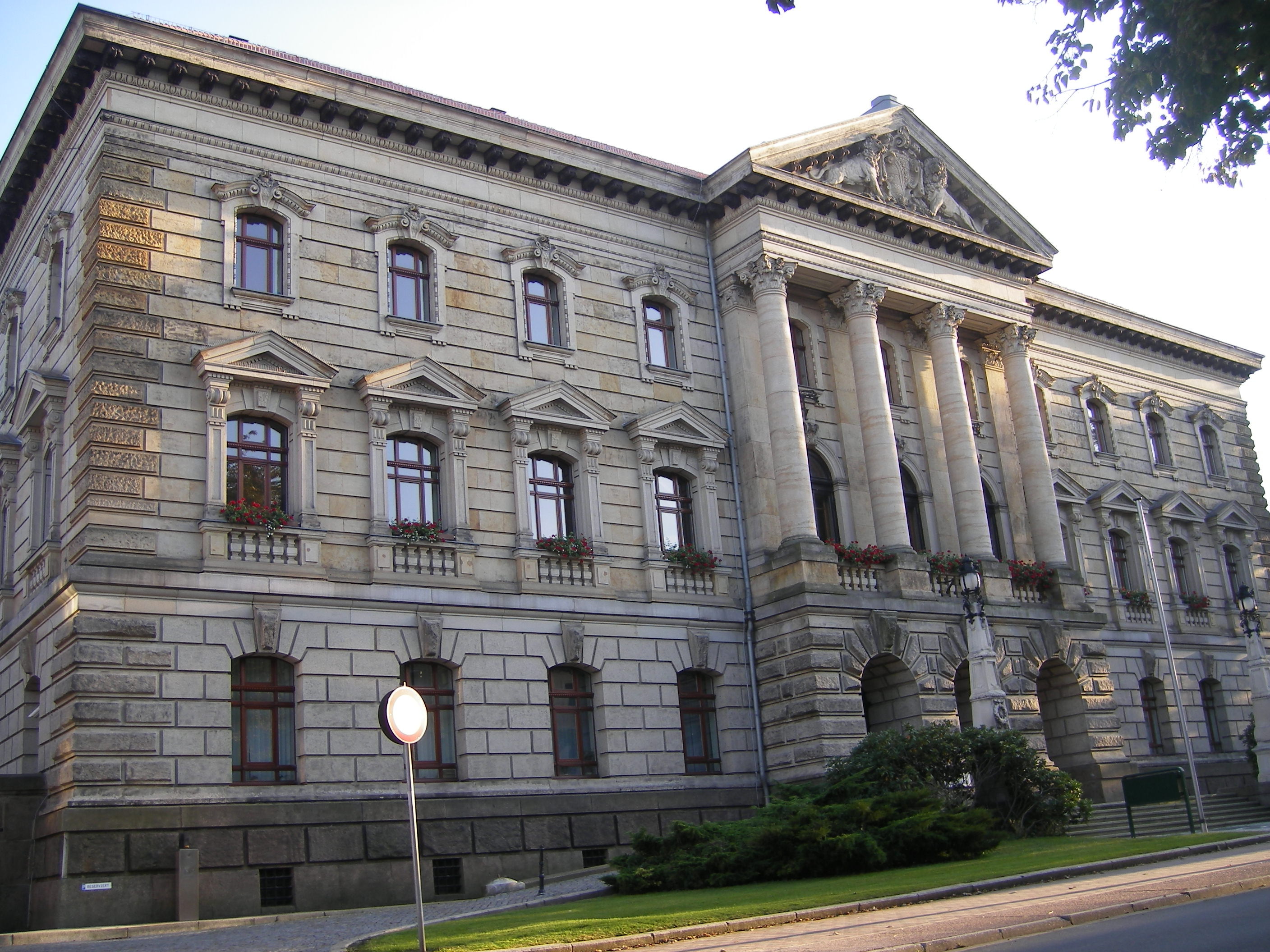
Landratsamt des Landkreises Altenburger Land

Das Landratsamt (LRA) ist in einigen Ländern Deutschlands die Bezeichnung für die Verwaltung eines Landkreises. In anderen Ländern gibt es an Stelle dessen die Kreisverwaltung.
Ausdrücklich wird das Landratsamt in den Landkreisordnungen der Länder Baden-Württemberg, Bayern, Sachsen und Thüringen so bezeichnet. Die Landkreisordnung von Rheinland-Pfalz verwendet die Bezeichnung Kreisverwaltung. In Brandenburg, Mecklenburg-Vorpommern, Nordrhein-Westfalen, Saarland, Sachsen-Anhalt und Schleswig-Holstein heißt die entsprechende Behörde „der Landrat“, auch wenn sie nicht aus einem einzigen Menschen besteht, sondern eine Vielzahl von Bediensteten im Namen des „Landrats“ handeln. Außerhalb des juristischen Sprachgebrauchs kann aber auch in diesen Ländern vom „Landratsamt“, der „Kreisverwaltung“ oder dem „Kreishaus“ die Rede sein.

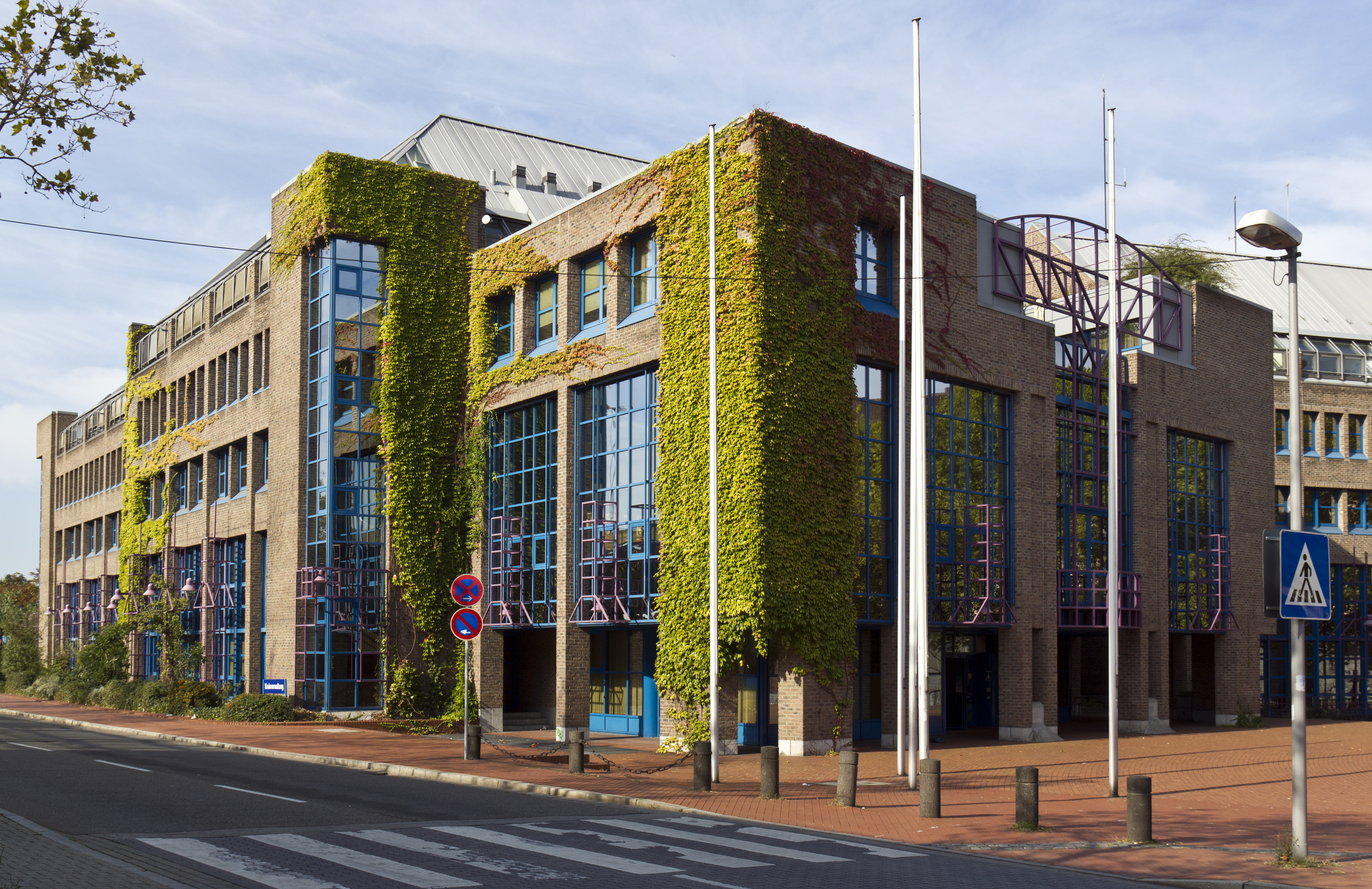
Gebäude der Kreisverwaltung des Rhein-Pfalz-Kreises in Ludwigshafen am Rhein

Das Landratsamt, die Kreisverwaltung bzw. „der Landrat“ ist in den meisten Bundesländern der Bundesrepublik sowohl kommunale Selbstverwaltungsbehörde als auch untere staatliche Verwaltungsbehörde, hat also eine Doppelfunktion. Im Bereich der unteren staatlichen Verwaltungsbehörde hat der Kreistag kein Mitspracherecht. Hier gilt die staatliche Verwaltungshierarchie, das Landratsamt mit dem Landrat an der Spitze ist hier an die Weisungen der vorgesetzten Staatsbehörden (Regierungspräsidien bzw. Bezirksregierungen und Ministerien) gebunden. (Man spricht insoweit von einer Organleihe, weil der Landrat, eigentlich Organ des Kreises, vom Land „entliehen“ wird, um staatliche Verwaltung durchzuführen.)
In den Ländern mit Vollkommunalisierung (Niedersachsen, Saarland, Sachsen und Sachsen-Anhalt) werden die Aufgaben der unteren staatlichen Verwaltungsbehörde als übertragene Aufgaben vom Landkreis wahrgenommen. Hierdurch erhalten die demokratischen Gremien des Landkreises die Richtlinienkompetenz. Der Einfluss der staatlichen Mittel- und Oberbehörden wird auf die Rechts- und Fachaufsicht beschränkt.
„Landratsamt“ kann auch die Bezeichnung eines Gebäudes sein, in dem die Kreisverwaltung sitzt oder früher saß, unabhängig davon, ob die dort sitzende Behörde auch so heißt.

## Zuständigkeiten
Als staatliche Verwaltungsbehörde ist das Landratsamt in manchen Ländern z. B. zuständig für
- Öffentlicher Gesundheitsdienst
- Baugenehmigungen (untere Bauaufsichtsbehörde)
- Führerscheine und Kfz-Zulassung
- Gaststättenerlaubnisse
- Veterinärwesen und Lebensmittelüberwachung
- Katasterwesen
- Kommunalaufsicht und Rechnungsprüfungswesen
- Umweltschutz
- Jugendhilfe (außer bei eigenverantwortlichen Städten)
- Katastrophenschutz[6]

Als Kreisbehörde ist sie eigenverantwortlich zuständig für die Abwicklung der laufenden Verwaltung, z. B. für:
- Aufgaben als Schulträger
- Aufgabenträger für den öffentlichen Personennahverkehr
- Abfallwirtschaft
- Krankenhäuser als Träger oder Aufsichtsbehörde